# Guram Giorbelidze
Guram Giorbelidze (gruz. გურამ გიორბელიძე, ur. 25 lutego 1996 w Bolnisi) – gruziński piłkarz, grający na pozycji lewego obrońcy w Vojvodina  i reprezentacji Gruzji.

## Klub

### Sioni Bolnisi
Giorbelidze zaczynał karierę w Sioni Bolnisi, gdzie jako junior grał do 2014 roku. W pierwszym zespole zadebiutował 11 kwietnia 2015 roku w meczu przeciwko Dila Gori (1:0 dla rywali Bolnisi). Zagrał całe spotkanie. Pierwszą asystę zaliczył 23 czerwca 2018 roku w meczu przeciwko Dinamo Tbilisi (2:1 dla stołecznego klubu). Asystował przy golu Giorgiego Mikaberidzego w 54. minucie. Łącznia zagrał 49 spotkań, w których zaliczył 3 asysty.

### Dila Gori
1 stycznia 2019 roku przeniósł się do Dila Gori. W tym zespole zadebiutował 3 marca 2019 roku w meczu przeciwko WIT Georgia Tbilisi (1:0 dla rywali Gori). Zagrał cały mecz i otrzymał żółtą kartkę. Pierwszą asystę zaliczył 26 czerwca 2019 roku w meczu przeciwko Czichura Saczchere (4:1 dla rywali Dila). Asystował przy bramce Alvina Fortesa w 44. minucie. Łącznie zagrał 36 meczów i zaliczył 2 asysty.

### Wolfsberger AC
27 lipca 2020 roku przeszedł za 150 tys. euro do Wolfsberger AC. W austriackim klubie zadebiutował 29 listopada 2020 roku w meczu przeciwko SV Ried (1:1). Wszedł na boisko w 75. minucie, zastąpił Jonathana Scherzera. Łącznie zagrał 17 meczów.

### Dynamo Drezno
11 sierpnia 2021 roku został wypożyczony do Dynama Drezno. W tym zespole zadebiutował 3 października 2021 roku w meczu przeciwko FC St. Pauli (3:0 dla rywali Drezna). Łącznie zagrał 18 meczów.

### Zagłębie Lubin
17 lipca 2022 roku trafił do Zagłębia Lubin. W polskim zespole zadebiutował 23 lipca 2022 roku w meczu przeciwko Legii Warszawa (2:0 dla zespołu z Warszawy). Zagrał cały mecz i otrzymał w 7. minucie żółtą kartkę. Łącznie do 5 sierpnia 2022 zagrał 2 mecze.

## Reprezentacja
Zagrał 6 meczów w reprezentacji U-21.
W seniorskiej reprezentacji zadebiutował 25 marca 2021 roku w meczu przeciwko Szwecji (1:0 dla Szwedów). Zagrał cały mecz. Łącznie do 5 sierpnia 2022 roku zagrał 11 meczów.